# Johanneshovsbron
Johanneshovsbron är en bro i centrala Stockholm. Det norra brofästet står i stadsdelen Södermalm och det södra i Johanneshov. Bron sträcker sig över Hammarby sluss och Sundsta gård. Bron öppnades för trafik den 9 oktober 1984.
Parallellt med bron går Skansbron och Skanstullsbron, och under bron passerar Tvärbanan på Fredriksdalsbron.

## Brons uppgift
Johanneshovsbron förbinder Söderledstunneln med Nynäsvägen, och är en del av den väg som kallas E4.25 eller Stockholms nord-sydaxel. I samband med utbyggnaden av Söderledstunneln var det även nödvändigt att uppföra en ny högbro eftersom den befintliga Skanstullsbron låg i förlängningen av Götgatan och därför inte "träffade" tunneln rätt.
I norr har bron enbart anslutning till Söderledstunneln och i söder till såväl Nynäsvägen som det övre planet till rondellen i Johanneshovs trafikplats. Därifrån når man Gullmarsplan och Skanstullsbron.

## Konstruktion och mått
Bron är utförd som en kontinuerligt spännarmerad balkbro, där tvärsnittet liknar en låda, dvs bron är ihålig. Den är 756 meter lång och 17,9 meter bred, den segelfria höjden är 32,0 meter vid medelhögvatten. Placeringen av bropelarna anpassades till Skanstullsbrons pelarlägen på så sätt att dessa har dubbet så stora spännvidder. Normalspannet är 51 meter och det största spannet är 55,7 meter.

## Bildgalleri

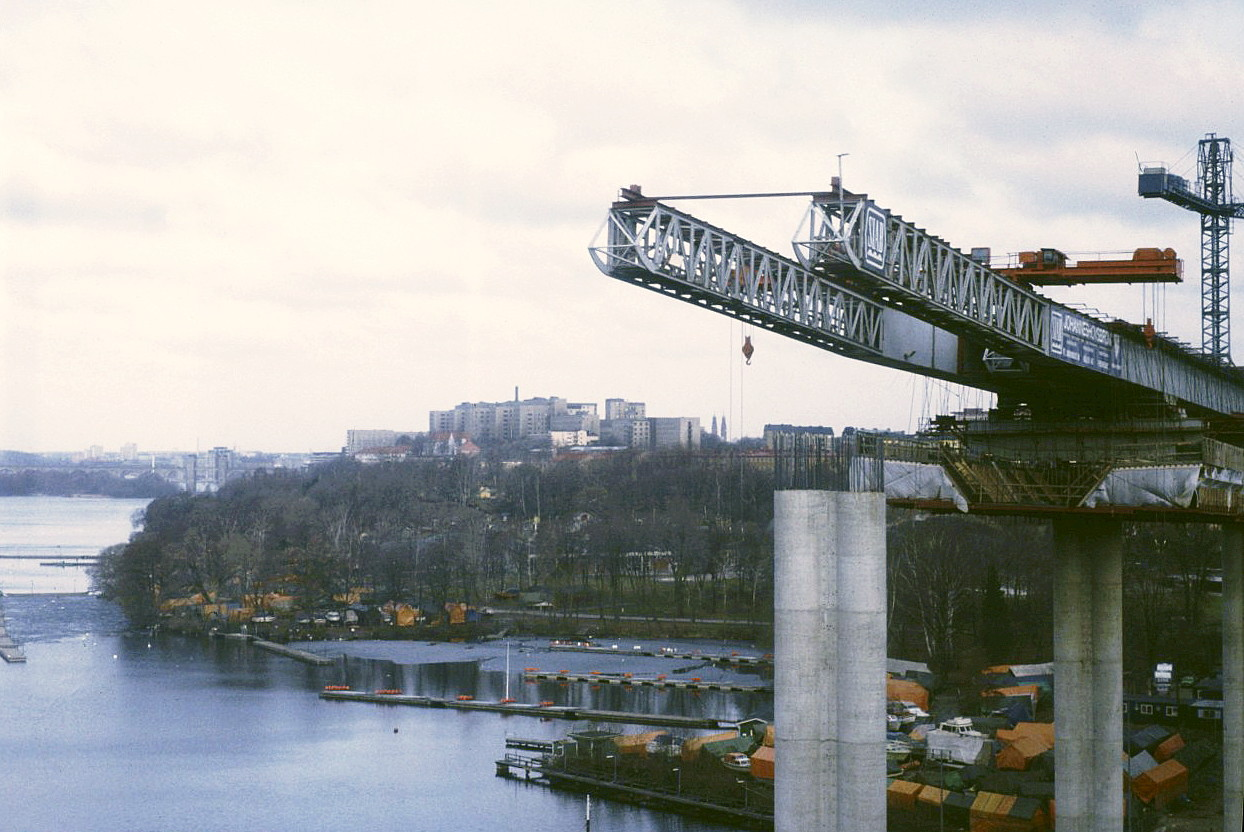
Johanneshovsbron under byggnad, vy mot Södermalm, 1983
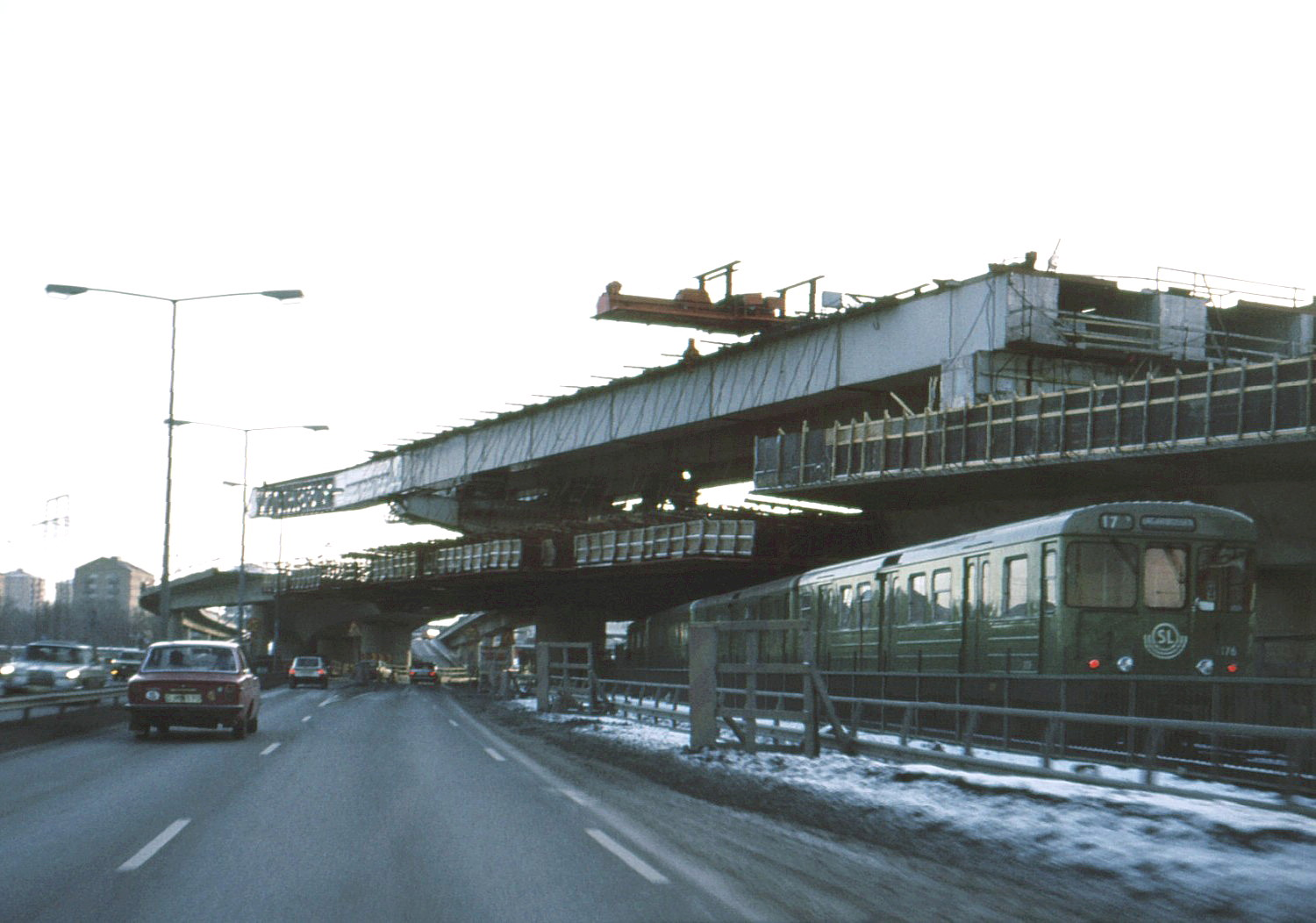
Johanneshovsbron under byggnad vid Gullmarsplan, vy mot syd, 1984.
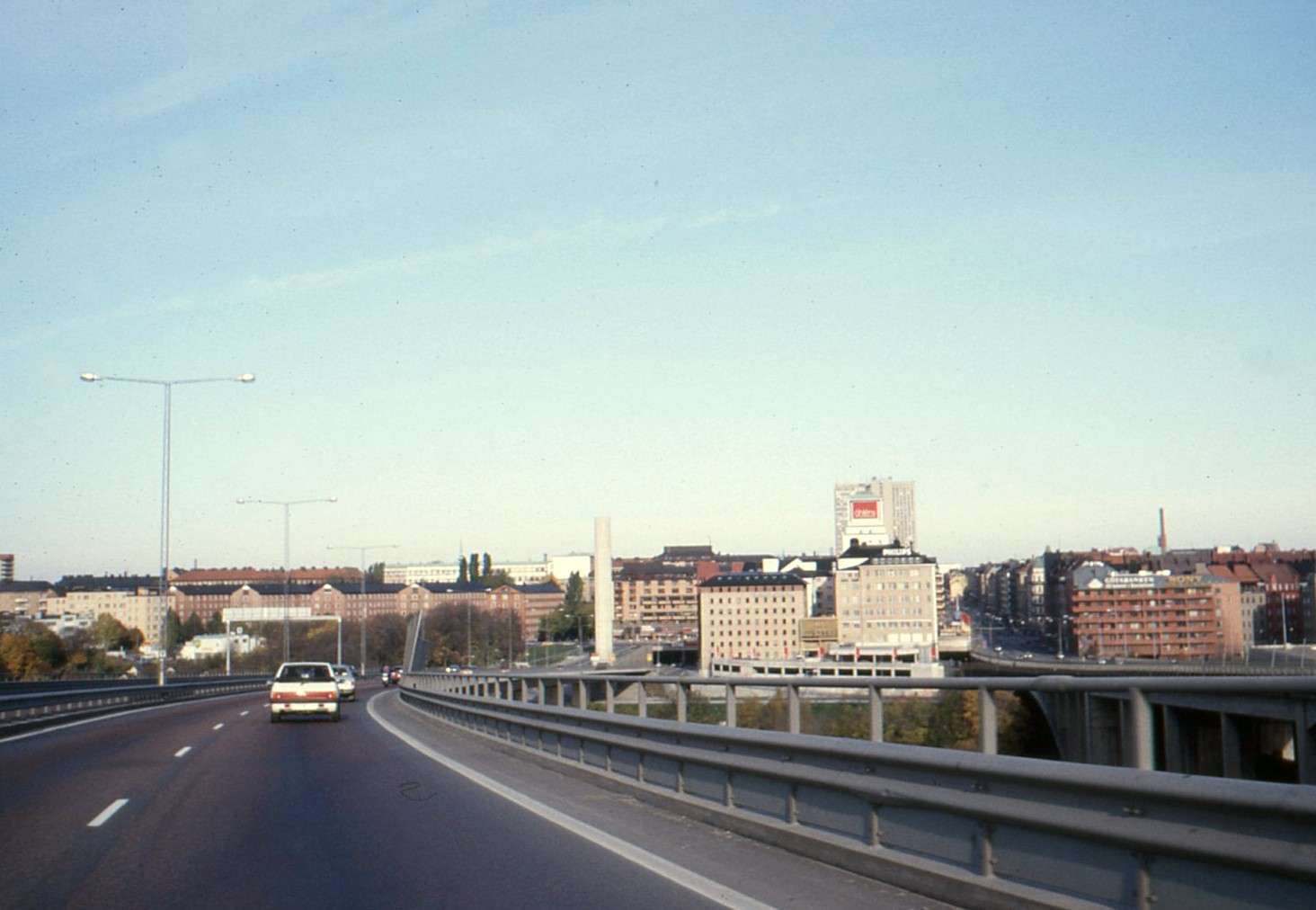
En resa på nya Johanneshovsbron norrut i november 1986.
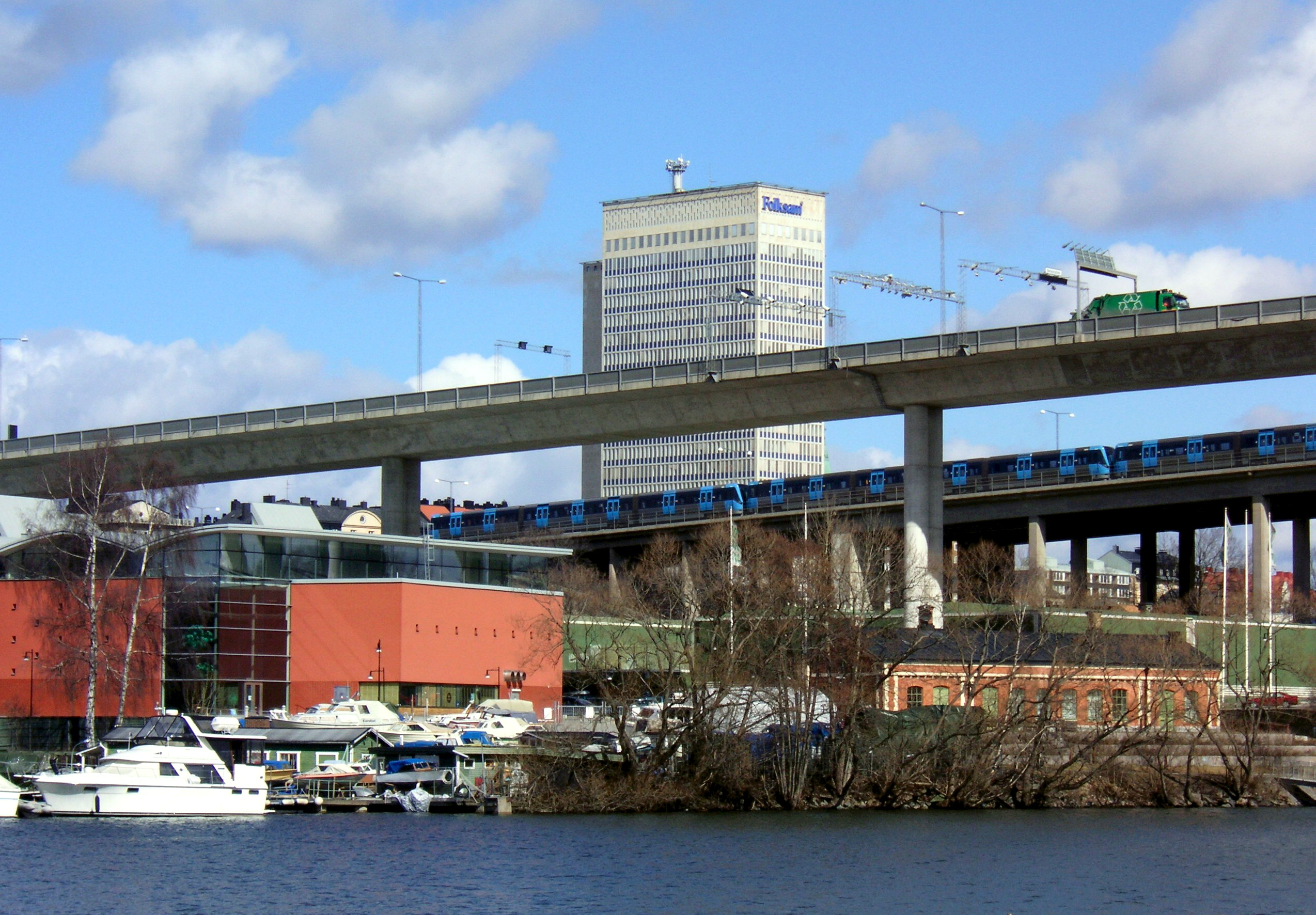
Johanneshovsbron med Skanstullsbron i bakgrunden, 2006.
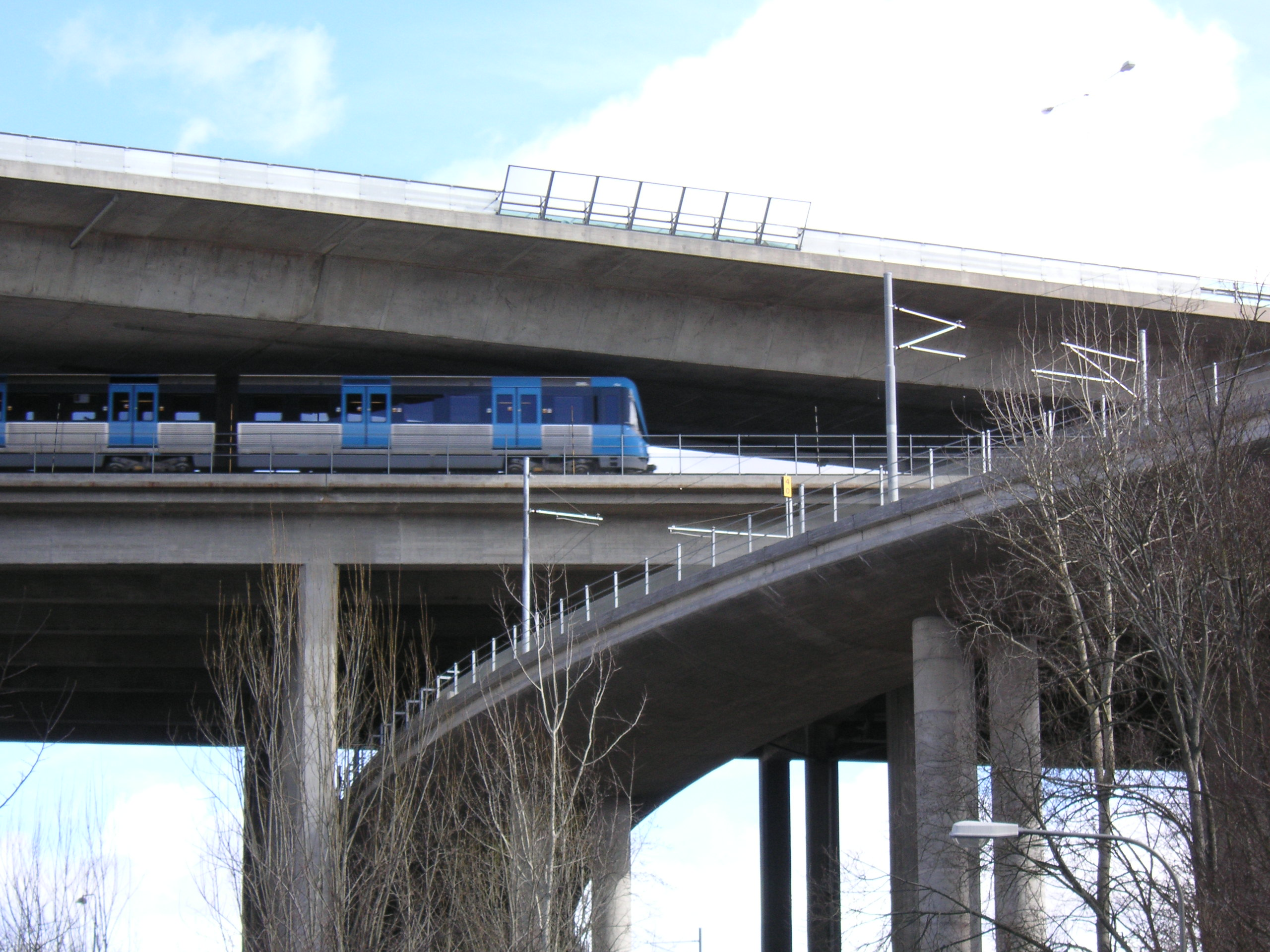
Johanneshovsbron, Skanstullsbron och Fredriksdalsbron, 2006.